# جيمس إسحاق قود
جيمس إسحاق قود (بالإنجليزية: James Isaac Good)‏ هو مؤرخ أمريكي، ولد في 1850، وتوفي في 1924.